# Carl Westergren
Carl Oscar Westergren, detto Calle (Malmö, 13 ottobre 1895 – Malmö, 5 agosto 1958), è stato un lottatore svedese, specializzato nella lotta greco-romana e libera.

## Biografia
Rappresentò la Svezia a quattro edizioni consecutive dei Giochi olimpici estivi dalla VII alla X, vincendo la medaglia d'oro nella lotta greco-romana nei tornei dei pesi medi a Anversa 1920, dei pesi mediomassimi a Parigi 1924 e dei pesi massimi a Los Angeles 1932. Nell'olimpiade francese partecipò anche la torneo di lotta libera, classificandosi sesto nei pesi mediomassimi. A Amsterdam 1928 venne eliminato dal finlandese Onni Pellinen al primo turno e non riuscì a salire sul podio.
Si laureò campione iridato ai mondiali di Stoccolma 1922 nel torneo dei pesi medi.

## Palmarès
- Giochi olimpici

Anversa 1920: oro nella lotta greco-romana pesi medi
Parigi 1924: oro nella lotta greco-romana pesi mediomassimi.
Los Angeles 1932: oro nella lotta greco-romana pesi massimi.
- Mondiali

Stoccolma 1922: oro nei pesi medi.